# Glycichaera fallax
El mielero dorsiverde (Glycichaera fallax) es una especie de ave paseriforme de la familia Meliphagidae propia de Nueva Guinea y el norte de Australia. Es la única especie dentro del género Glycichaera.

## Subespecies
Se reconocen tres subespecies:
- G. f. pallida Stresemann & Paludan, 1932 – en las islas de Batanta y Waigeo;
- G. f. fallax Salvadori, 1878	– en Nueva Guinea, Misool, Aru y Yapen;
- G. f. claudi (Mathews, 1914) en el noreste de Australia (península del Cabo York).